# Vuélveme a querer (canción de Cristian Castro)
"Vuélveme a querer" es una canción escrita y producida por el productor mexicano Jorge Avendaño Lührs e interpretada por el cantautor mexicano Cristian Castro para el álbum recopilatorio Boleros: Por amor y desamor (1995). La canción habla de un protagonista quién anhela a su amante para regresar. En los Estados Unidos, la canción se posicionó en el número dos en el Billboard Hot Latin Tracks y número uno en la lista Billboard Latin Pop Airplay. Recibió una nominación a los Billboard Latin Music Award y una nominación a los Premios Lo Nuestro  para Canción Pop del Año al año siguiente. Además Avendaño Recibió un premio en la categoría/de Rock del Pop en los Premios de Sociedad Americana de Compositores, Autores y Editores (ASCAP) de 1997.

## Antecedentes y contenido
Boleros Por amor y desamor  es un álbum recopilatorio lanzado por la empresa discográfica Fonovisa en 1995, el cual presenta varios artistas que interpretan boleros escritos y producidos por compositor mexicano Jorge Avendaño Lührs. El cantante y compositor mexicano Cristian Castro fue uno de los artistas que seleccionó para grabar una canción en este disco. Anteriormente Avendaño compuso la canción "Morelia" para Castro para el tema principal de la telenovela del mismo título. La canción narra sobre un hombre que anhela a su amante para regresar a su lado. En 2012, Castro regrabó la canción para su primer álbum en vivo En Primera Fila: Día 1, el cual fue lanzado en 2013. La nueva versión fue grabada en vivo en Los Ángeles, California con arreglos de Matt Rolling y producido por Áureo Baqueiro.

## Recepción
"Vuélveme a querer" debutó en el número 15 en el Billboard Hot Latin Tracks para la semana del 9 de septiembre de 1995. La canción subió hasta los 10 primeros lugares en la semana de 30 de septiembre de 1995 y llegó al número 2, 9 semanas más tarde detrás de la canción de Enrique Iglesias Si tú te vas. La canción debutó en el Billboard Latin Pop Airplay en el número 13 y logró el número 1 en el listado en la semana del 23 de septiembre de 1995 reemplazando a La tierra del olvido del cantautor colombiano Carlos Vives y fue desplazado por la canción de la cantautora cubano-estadounidense Gloria Estefan, Más allá 14 semanas más tarde. La canción llegó al número 2 en Ciudad de México.
En 1996, Vuélveme a querer recibió un Billboard Latin Music Award para Canción Pop del Año. También fue nominado para Canción de Pop del Año en el 8.º Premios Lo Nuestro, el cual ganó Enrique Iglesias por su canción Si tú te vas. Avendaño además fue galardonado en 1997 por la Sociedad Americana de Compositores, Autores y Editores en la categoría Pop/Rock.

## Lista de posiciones
| Lista (1995)                     | Máxima posición |
| -------------------------------- | --------------- |
| U.S. Billboard Hot Latin Tracks  | 2               |
| U.S. Billboard Latin Pop Airplay | 1               |

## Sucesiones
| Predecesor: La tierra del olvido de Carlos Vives | U.S. Billboard Latin Pop Airplay — Sencillo N°. 1 23 de septiembre de 1995 - 29 de diciembre de 1995 | Sucesor: Más allá de Gloria Estefan |